# غلاف المشتري الجوي

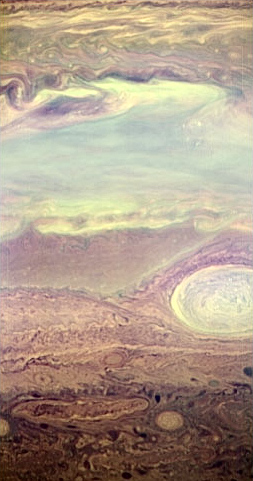
صورة نيوهورايزونز لجو المشتري

الغلاف الجوي للكوكب المشتري هو أكبر غلاف جوي في النظام الشمسي بأكمله. وهو يتألف أساسا من الهيدروجين الجزيئي والهيليوم بمعدل مماثل للنجوم ؛ كما يحتوي أيضا على عناصر كيماوية أخرى، بكميات صغيرة، مثل الميثان والأمونيا وكبريتيد الهيدروجين والماء، على الرغم من أن الماء لم يشاهد مباشرة، يعتقد بوجوده في الطبقات العميقة من الجو. وفرة الأكسجين، والنيتروجين والكبريت والغازات النبيلة في الغلاف الجوي لكوكب المشتري تجاوز القيم الموجودة في النجوم بنسبة قريبة إلى 3:1.
يُعتقد بوجود أربع طبقات منفصلة من الغيوم. المعلومات من مسبار جاليليو للغلاف الجوي أكدت وجود مياه أقل من المقدار المتوقع من العلماء، حيث أن الاعتقاد كان بوجود ضعفي المقدار الحالي للأكسجين (حيث أن الأكسجين يتحد مع الكميات الكبيرة من الهيدروجين ليشكل الماء)، والمفاجئ أيضاً كان الحرارة العالية والكثافة للطبقات العالية من الغلاف الجوي.

## رياح
في المشتري رياح قوية وسريعة جداً تتواجد على شكل رزم عرضية متراصفة على طول الكوكب، والريح في كل رزمة تهب بالاتجاه المعاكس من الرزمة المقابلة. الاختلاف الكيمائي والحراري البسيط بين كل رزمة وأخرى هو السبب في التنوع اللوني الذي يعطي للمشتري (و باقي الكواكب الغازية الأخرى) شكلها المدهش، والرزم الملونة الخفيفة تدعى بالمناطق (Zones) والغامقة تدعى بالأحزمة (Belts).
الرزم معروفة منذ بعض الوقت على المشتري ولكن الأعاصير المركبة بين الحدود الفاصلة للرزم لم تر إلا عن طريق مركبة فوياجر 1, والمعلومات من مسبار جاليليو أكدت أن سرعة الرياح أعلى من 400 ميل في الساعة وتمتد لأسفل حد وصل إليه المسبار حتى أنها ممكن أن تمتد إلى ألاف الكيلومترات لداخل الكوكب. الطقس على المشتري عاصف وقاسي بشكل كبير ورياح المشتري تهب لمناطق بعيدة جداً على الكوكب وذلك بسبب حرارة الكوكب الداخلية.

### ألوان الغيوم
الألوان الزاهية للغيوم على المشتري ربما يرجع سببها للتفاعلات الكيمائية الدقيقة للعناصر ذات الأقلية في الغلاف الجوي للمشتري، وربما السبب الأكبر هو الكبريت الذي تأخذ مركباته المتنوعة دور كبير في هذه الظاهرة، ولكن رغم ذلك المعلومات ليست دقيقة.
الألوان مرتبطة عادة بارتفاع الغيوم : فالدنيا تكون ذو لون أزرق يليها البني فالأبيض إلى أن يصل اللون إلى الأحمر، وفي بعض الأحيان يمكن رؤية الألوان الدنيا عن طريق فتحات في طبقات الغيوم العلوية.

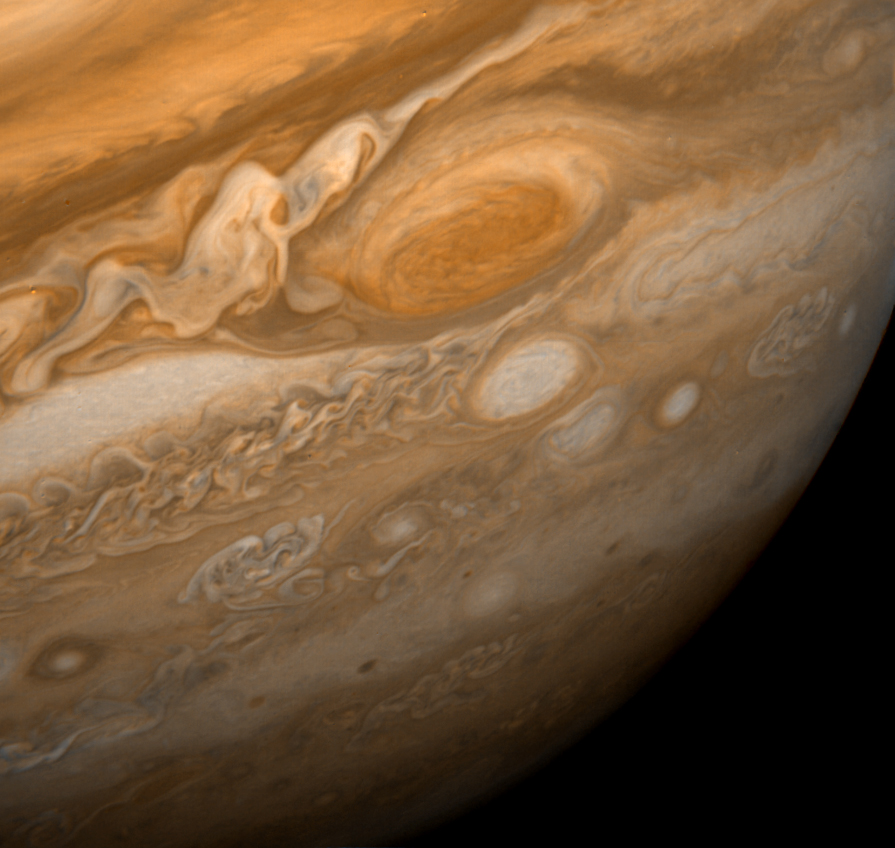
صورة للبقعة الحمراء العظيمة، فوياجر 1 1979

## البقعة الحمراء العظيمة
عبارة عن شكل بيضاوي، أكبرها موجودة في النصف الجنوبي من كوكب المشتري أبعاده 12,000 بـ 25,000 كيلومتر ما يتسع لمثلي كوكب الأرض، وقد شوهد هذا الشكل منذ 300 سنة من طريق المراقبة من على الأرض ويرجع اكتشافها إما إلى العالم (كاسيني) أو (روبرت هوك)، وهناك الكثير من شبيهات تلك البقعة بشكل أصغر روقبت منذ عقود عديدة، وقد بين المسح عن طريق الأشعة تحت الحمراء أن هذه البقعة الحمراء عبارة عن منطقة ذات ضغط مرتفع وقمة غيومها عالية وباردة بشكل كبير عن المناطق المحيطة بها. هناك مثيلات من هذه الأشكال البيضوية في كلاً من زحل ونبتون وإلى الآن لم يعرف العمر التي يمكن أن تبقى عليه تلك الأشكال.
اكتشفها كل من جيوفاني كاسيني وروبرت هوك سنة 1665